# Hypanthidioides bahiana
Hypanthidioides bahiana är en biart som först beskrevs av Urban 1995.  Hypanthidioides bahiana ingår i släktet Hypanthidioides och familjen buksamlarbin. Inga underarter finns listade i Catalogue of Life.